# Jardín botánico de Plantas Medicinales de Lima

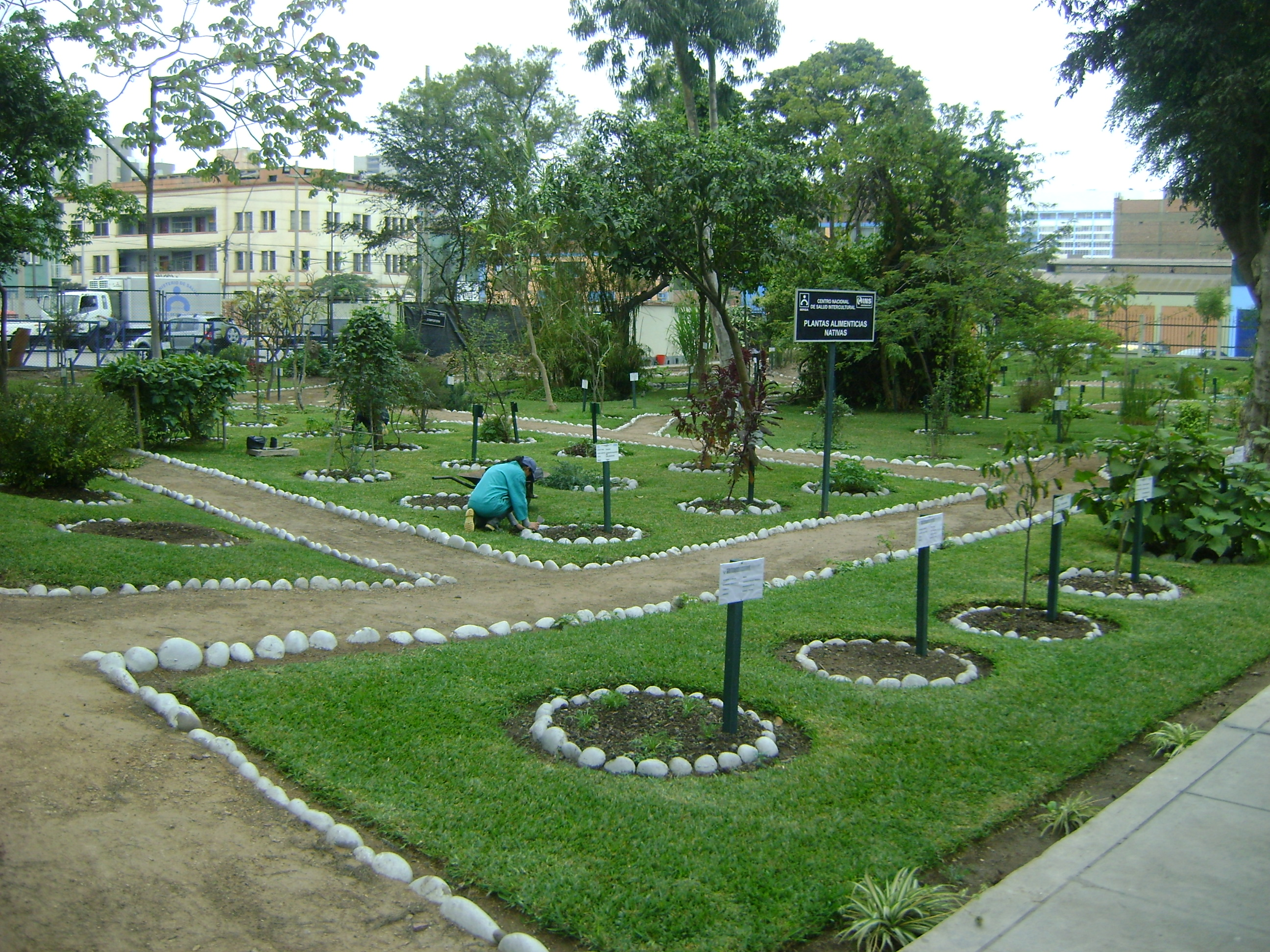
Vista general del Jardín Botánico de Lima

El Jardín Botánico de Plantas Medicinales es un jardín botánico dedicado a la difusión de la riqueza de las plantas medicinales en el Perú y permite al mismo tiempo que el público en general pueda observar a las principales plantas medicinales en su forma botánica original. 

## Localización
Son dos jardines y se encuentran y son administrados por el Centro Nacional de Salud Intercultural (CENSI) del Instituto Nacional de Salud; Av. Salaverry cuadra 8 s/n (costado MINSA) y en el local de Chorrillos (Av Defensores del Morro 2268)
- Distrito de Jesús María en la ciudad de Lima, Perú.

## Colecciones
Este jardín botánico alberga una colección de más de 300 especies botánicas, la mayoría de ellas originarias del Perú, con una acción terapéutica científicamente testada y otras muy utilizadas en la medicina tradicional que aún no están comprobadas científicamente.

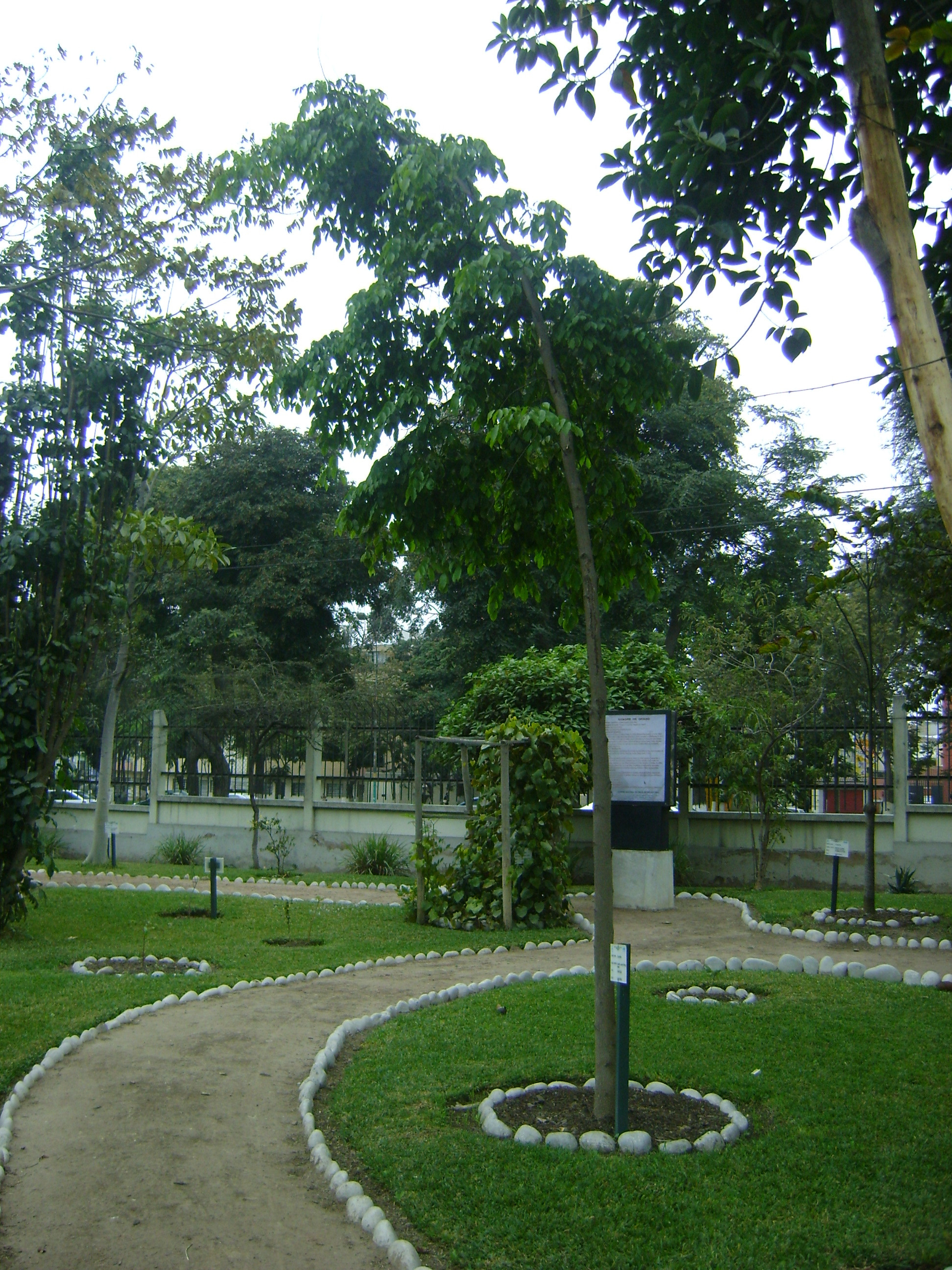
Árbol de Copaiba
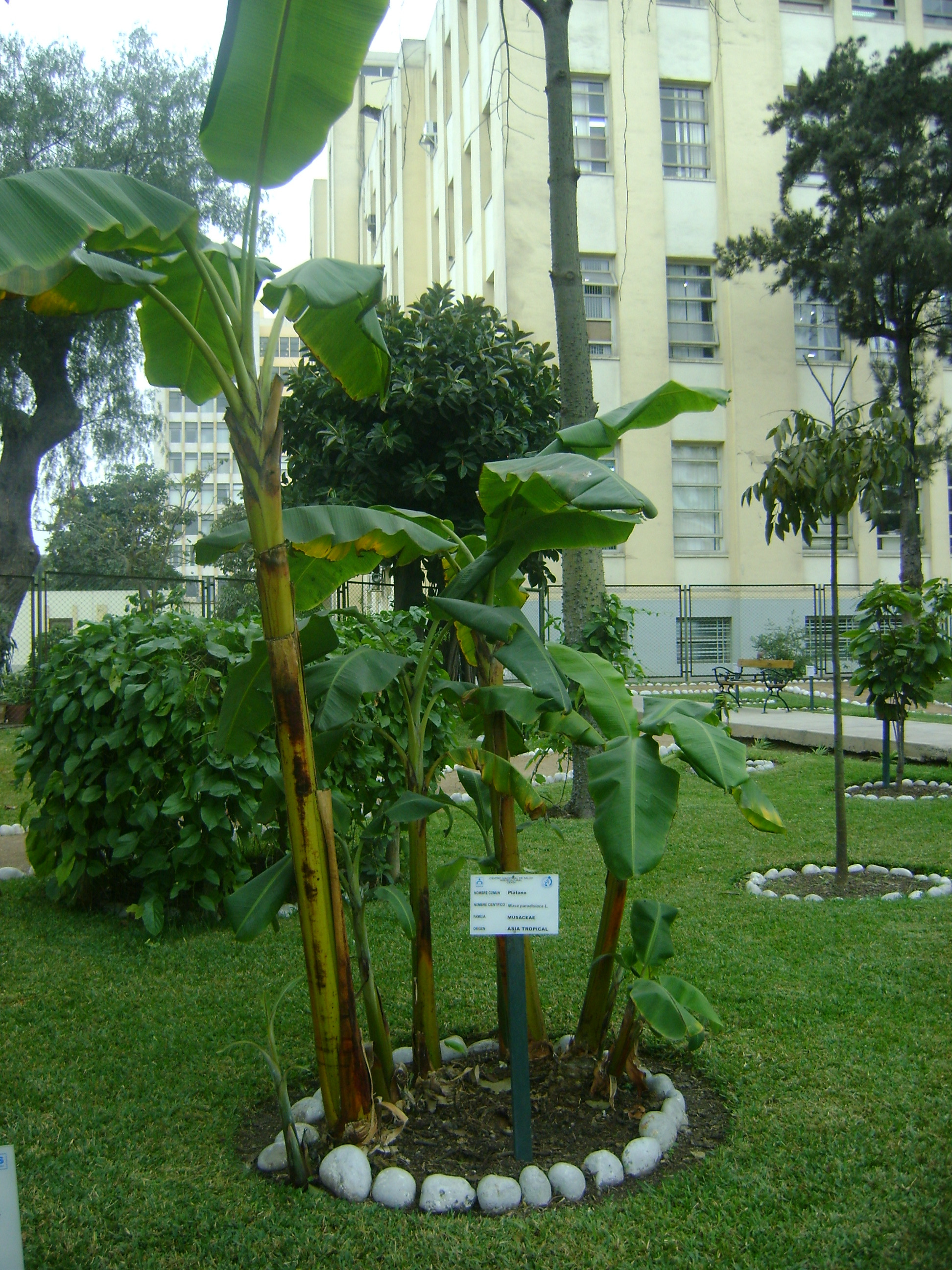
Árbol de Plátano
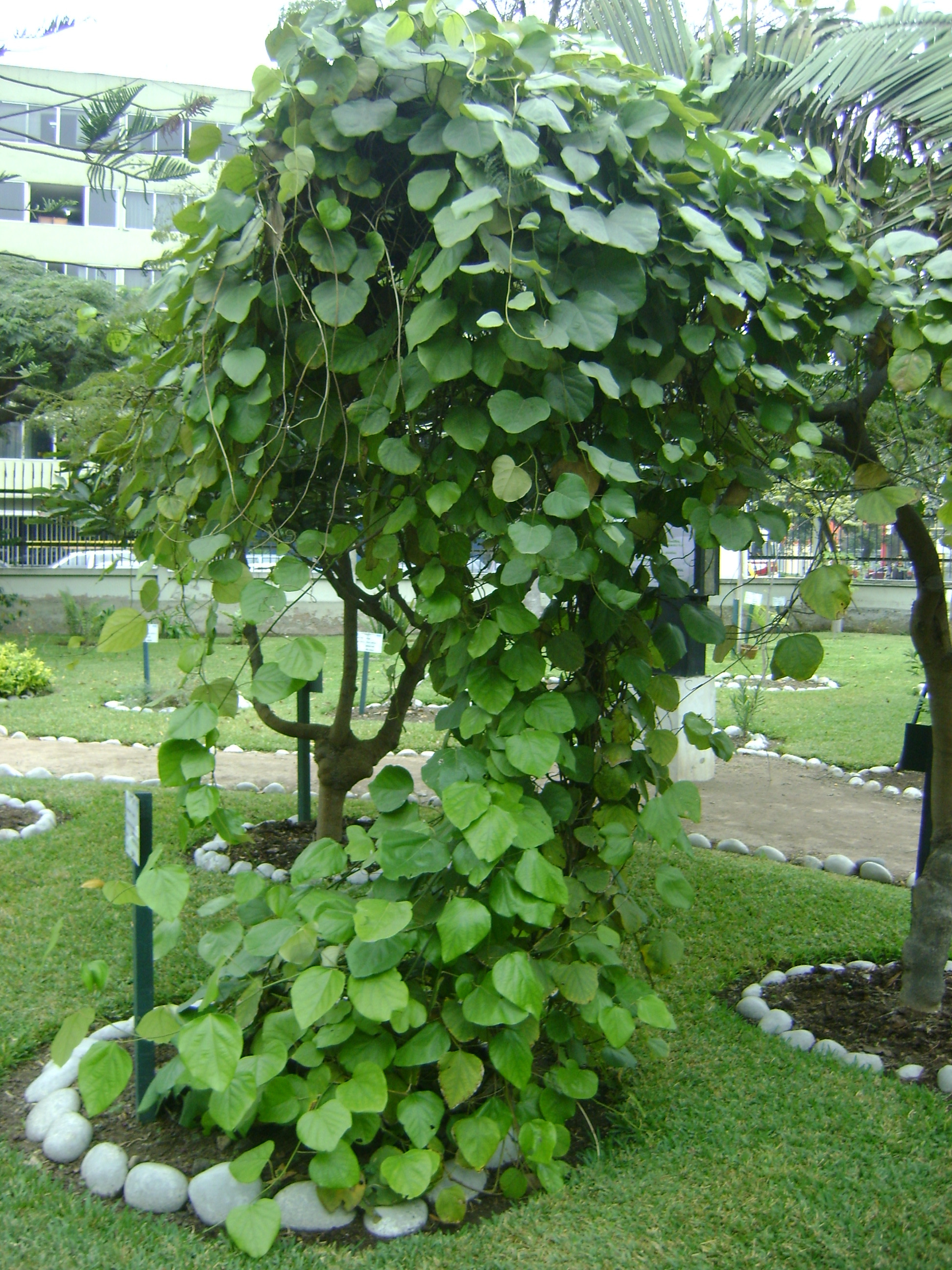
Planta de Curare
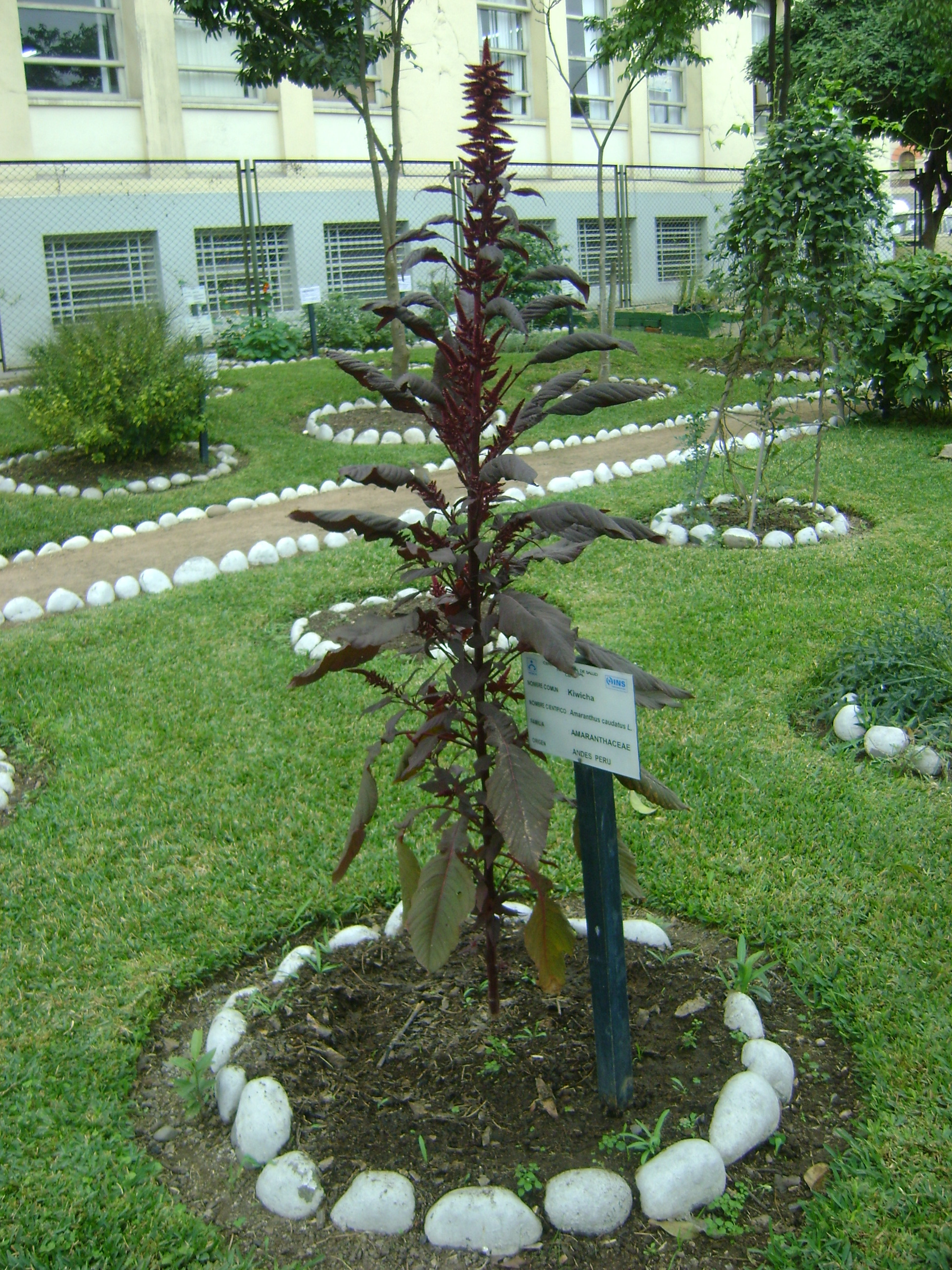
Planta de Kiwicha
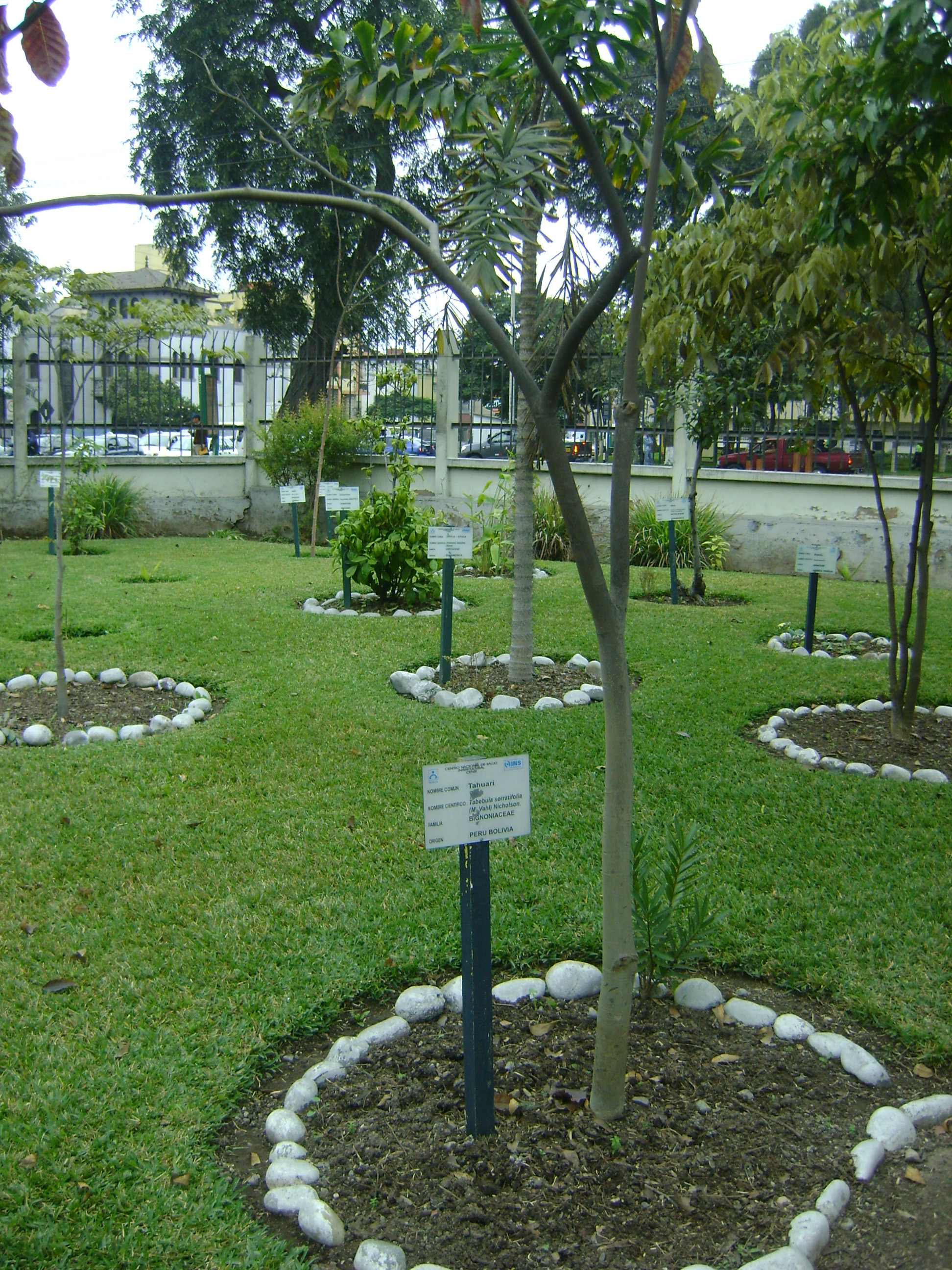
Planta de Tahuari
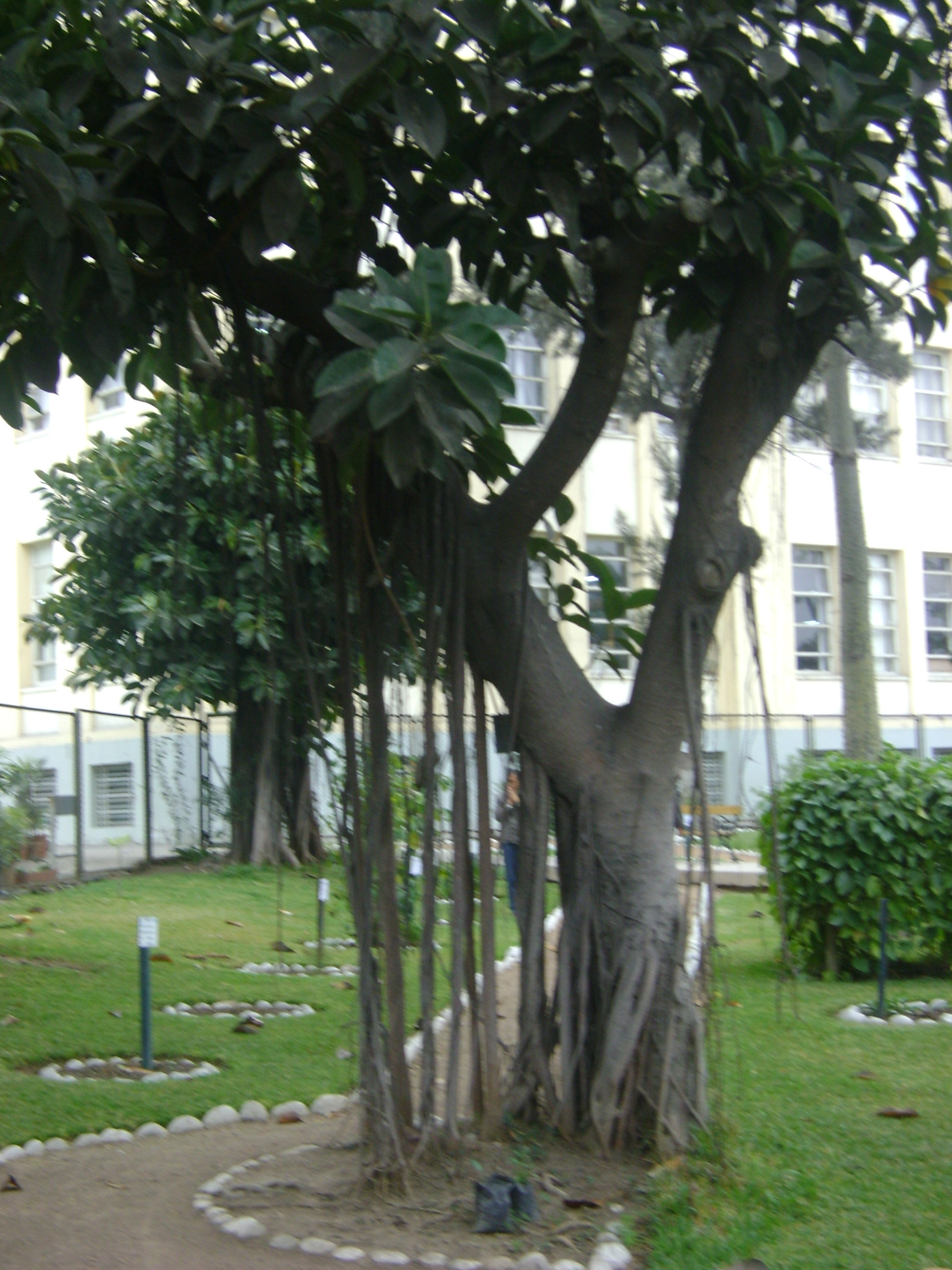
Árbol de Caucho
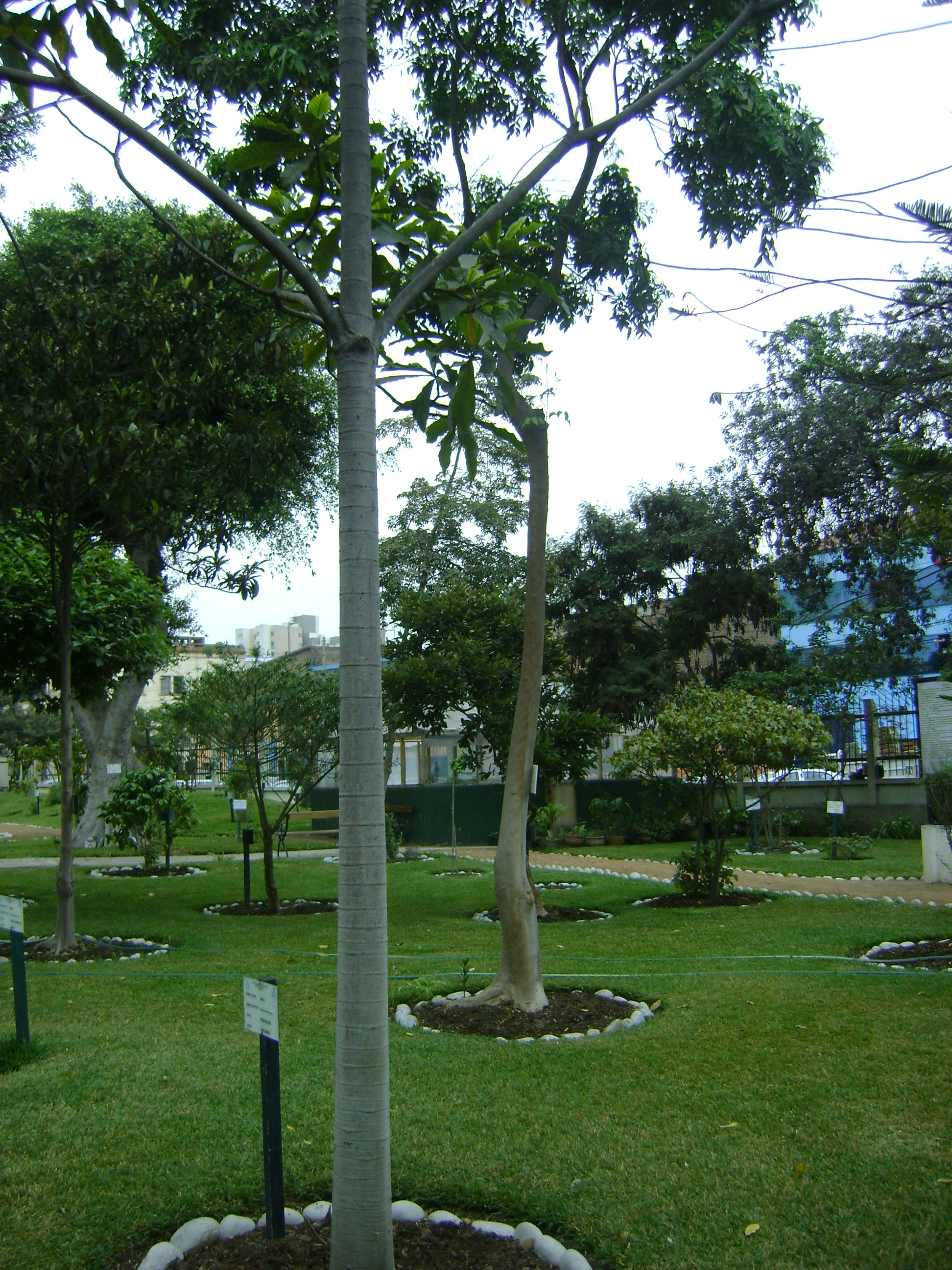
Árbol de Huito
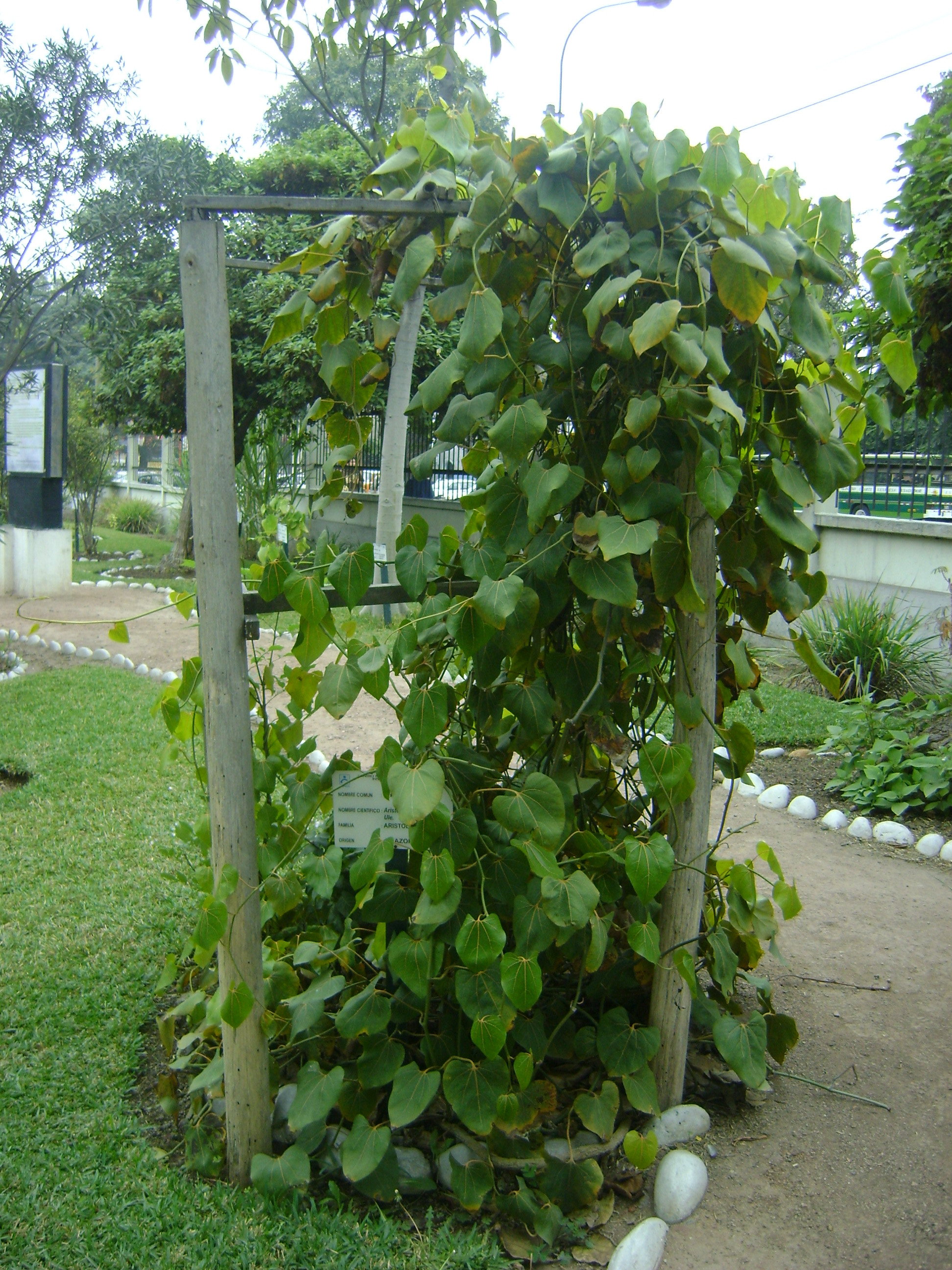
Planta de Omagua
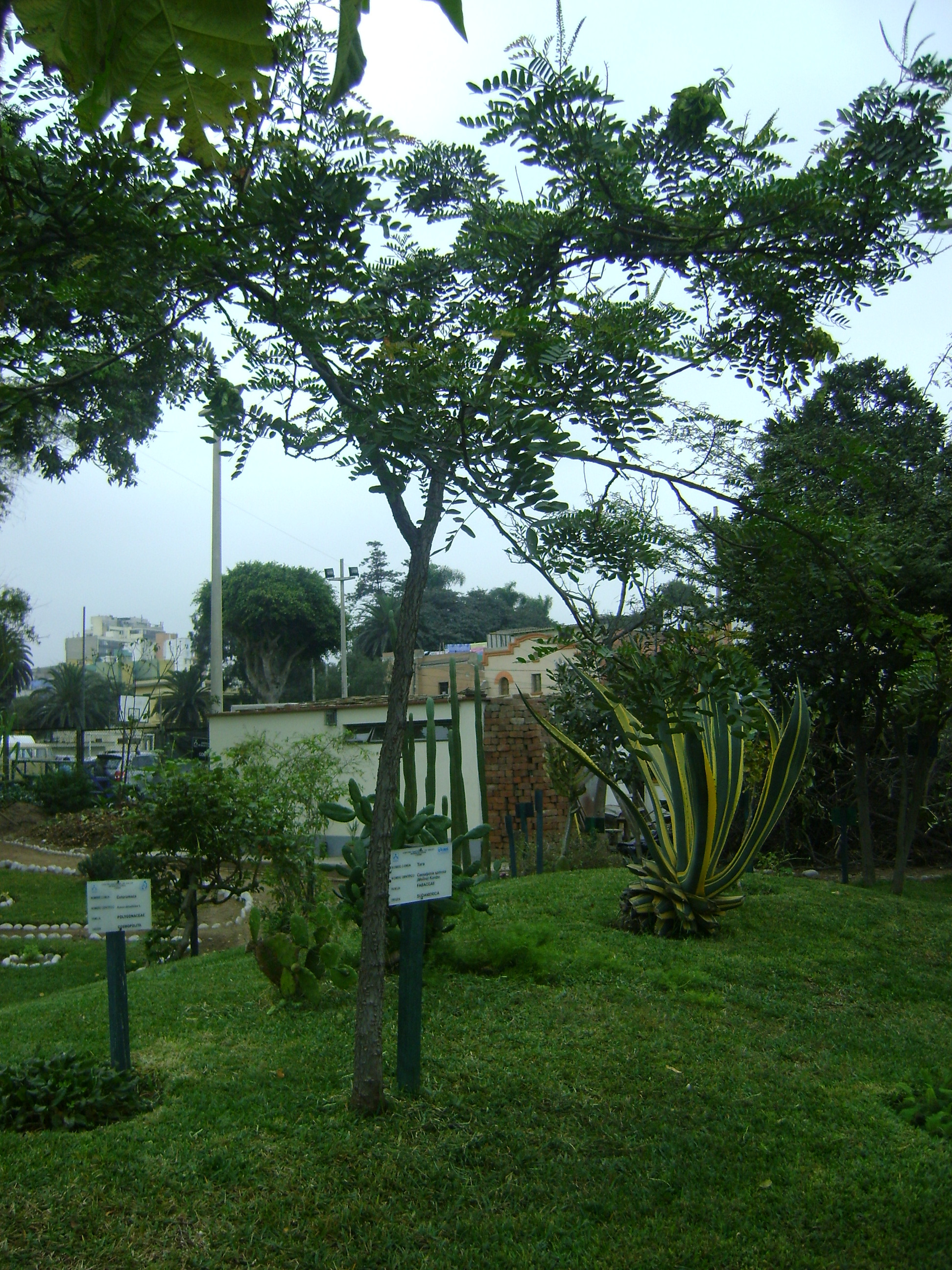
Árbol de Tara
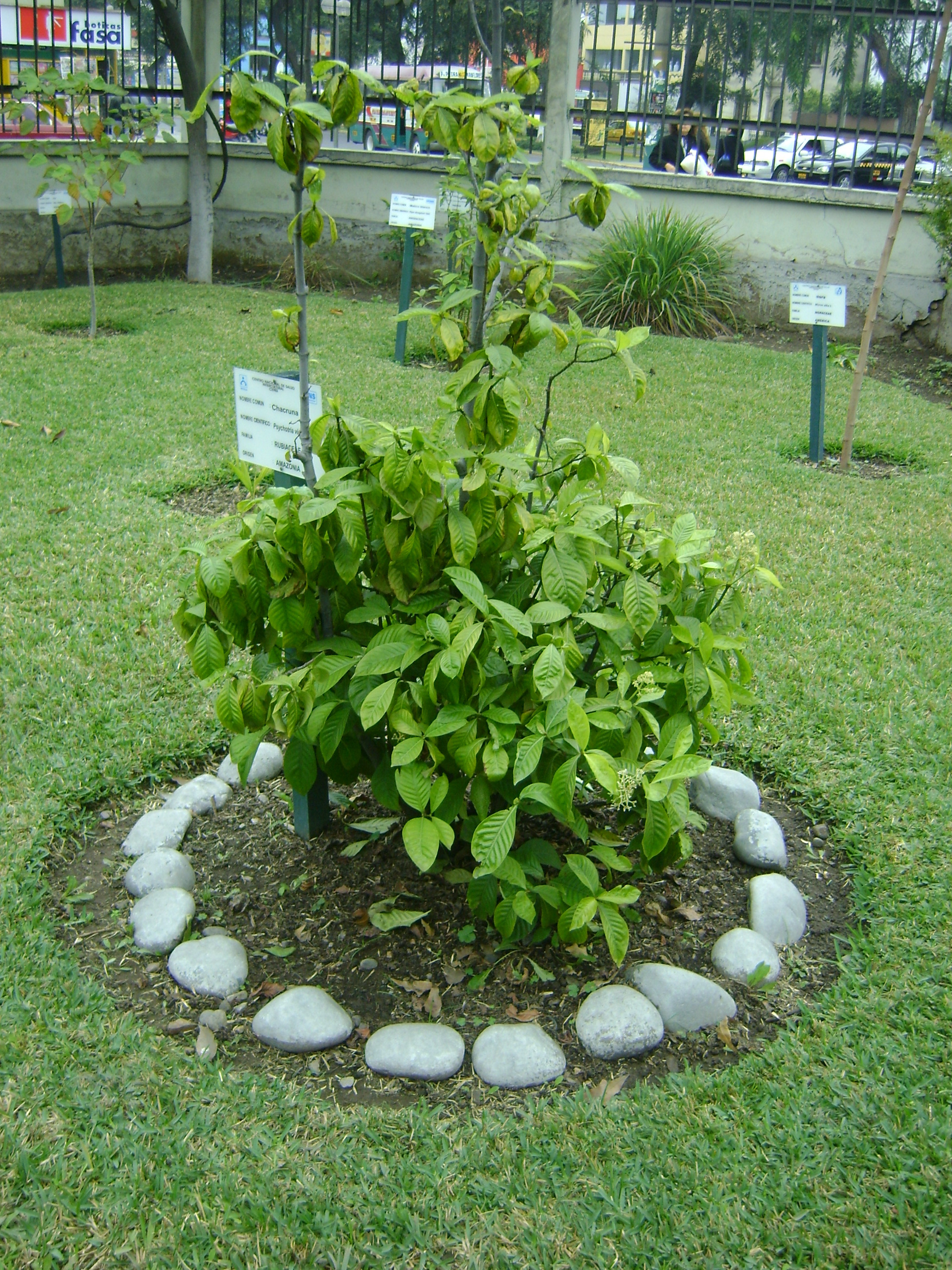
Planta de Chacruna
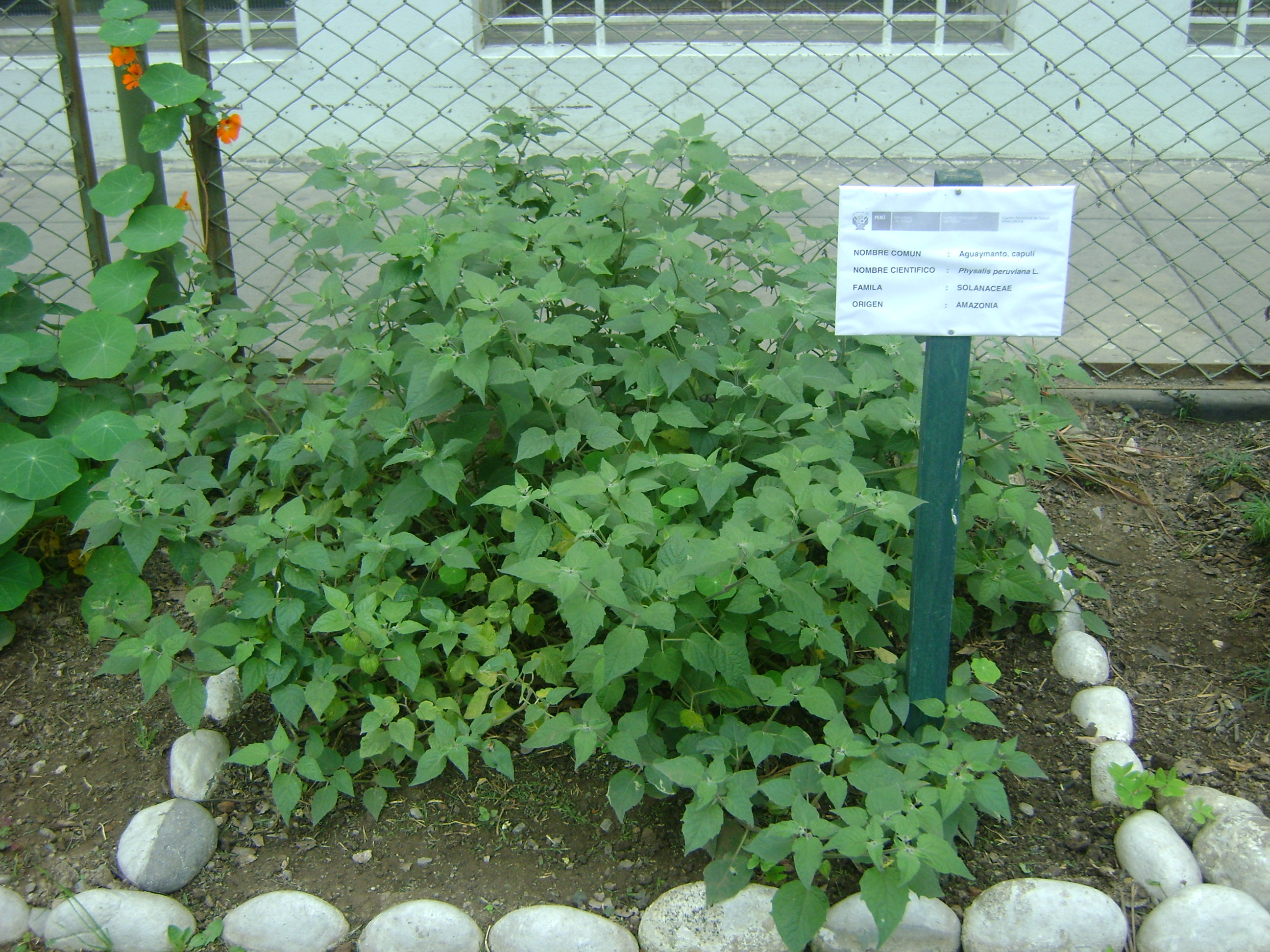
Planta de Aguaymanto
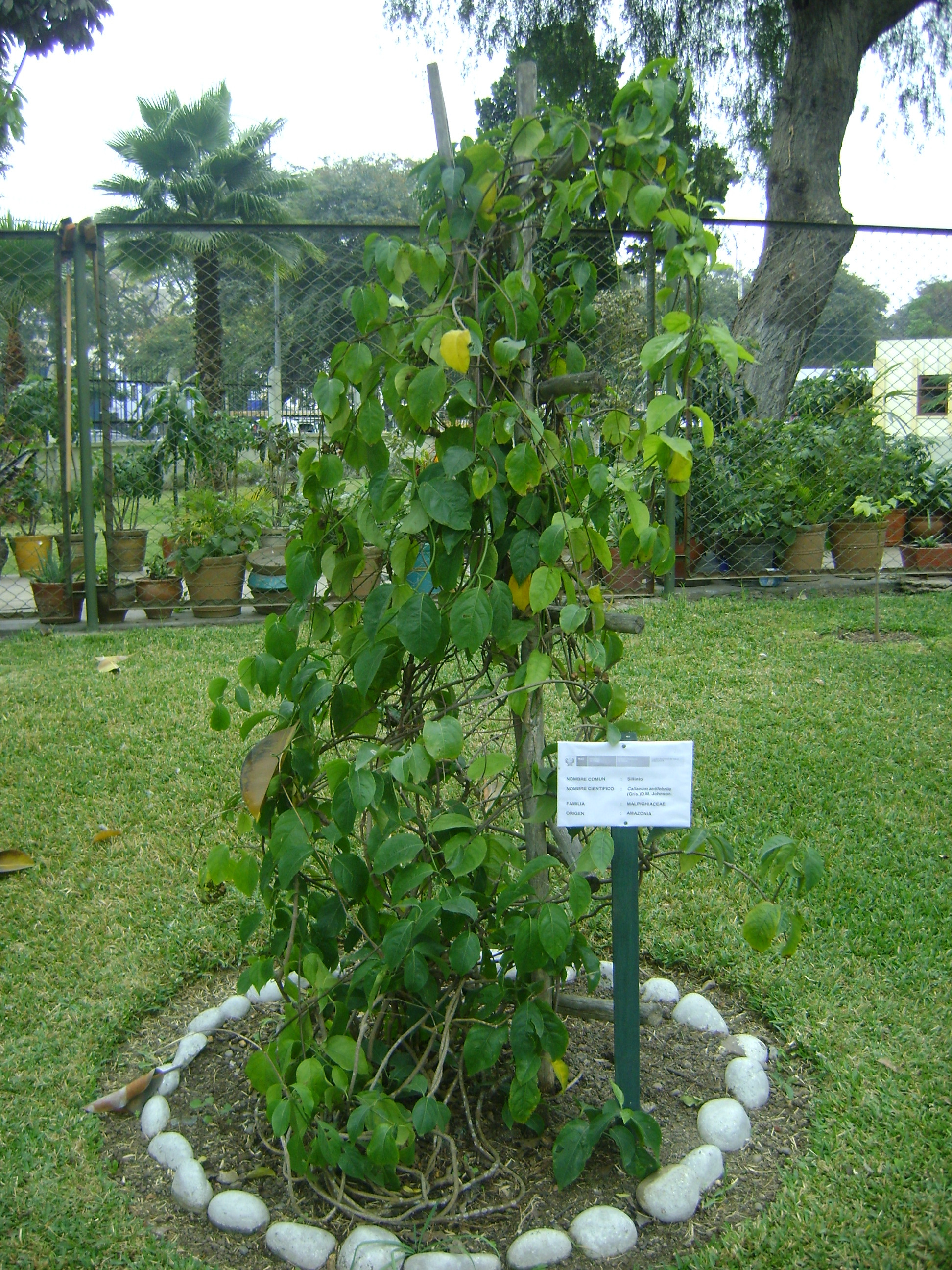
Planta de Sillinto
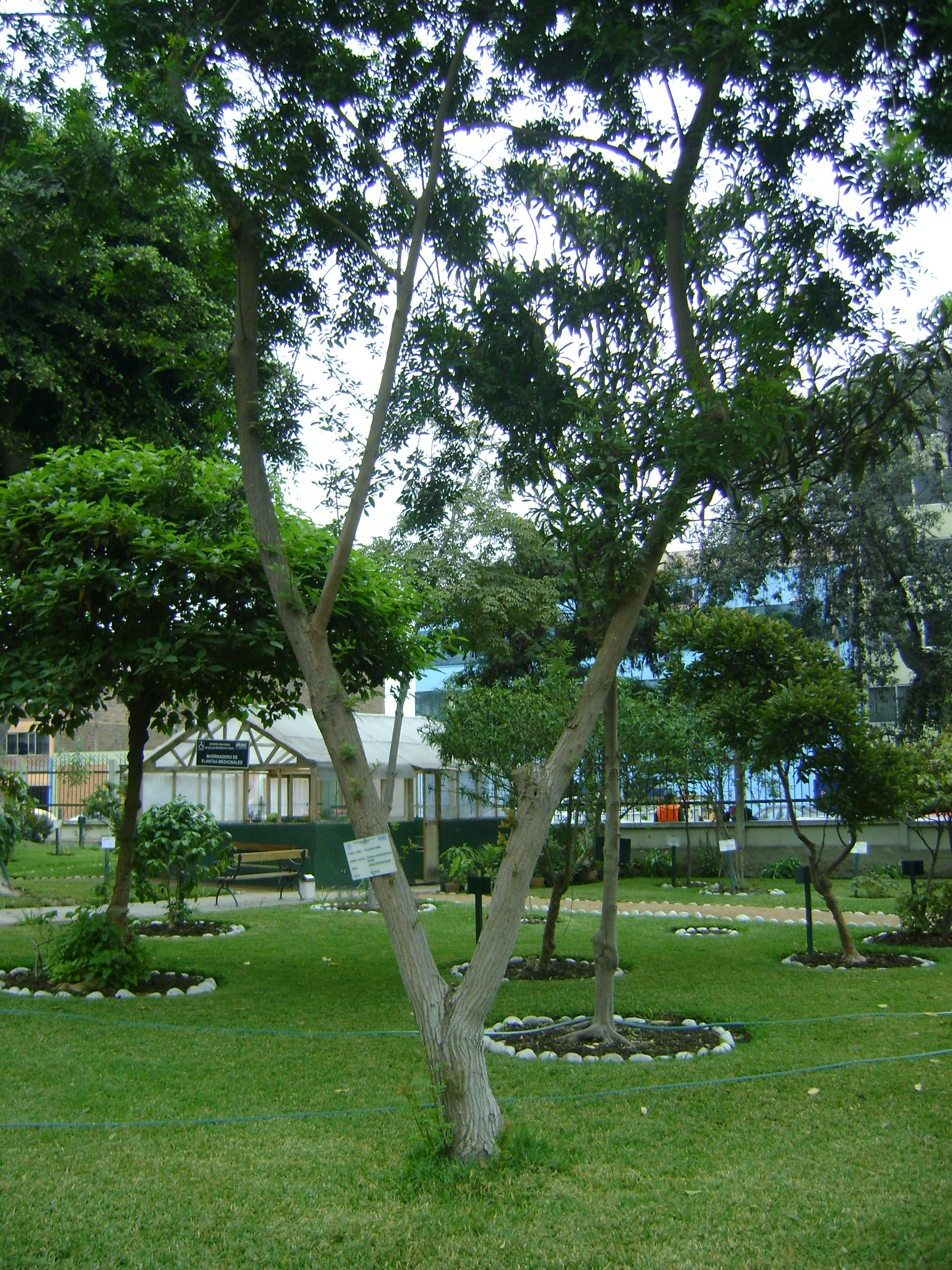
Árbol de Aucamolle
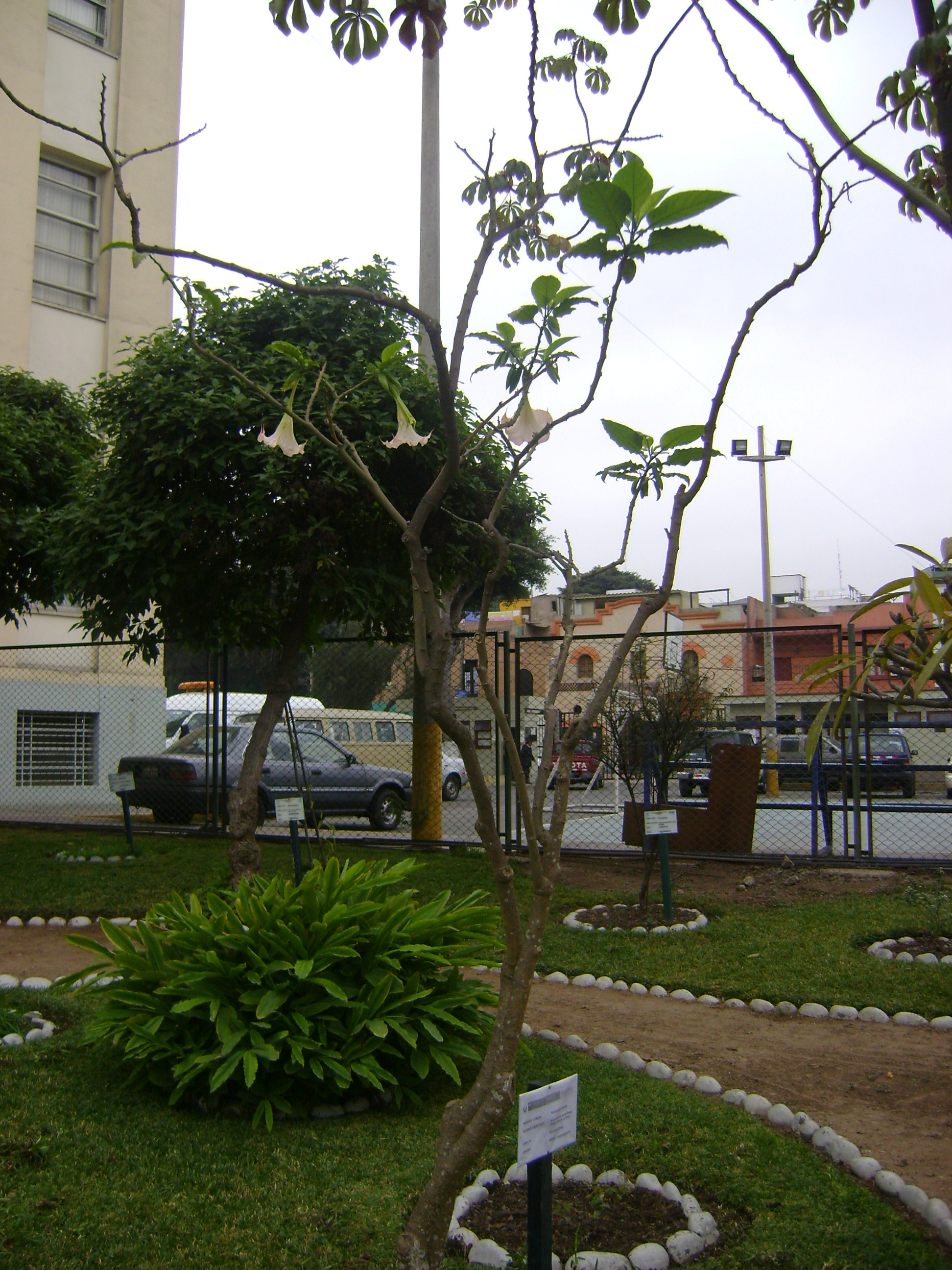
Floripondio Rosado
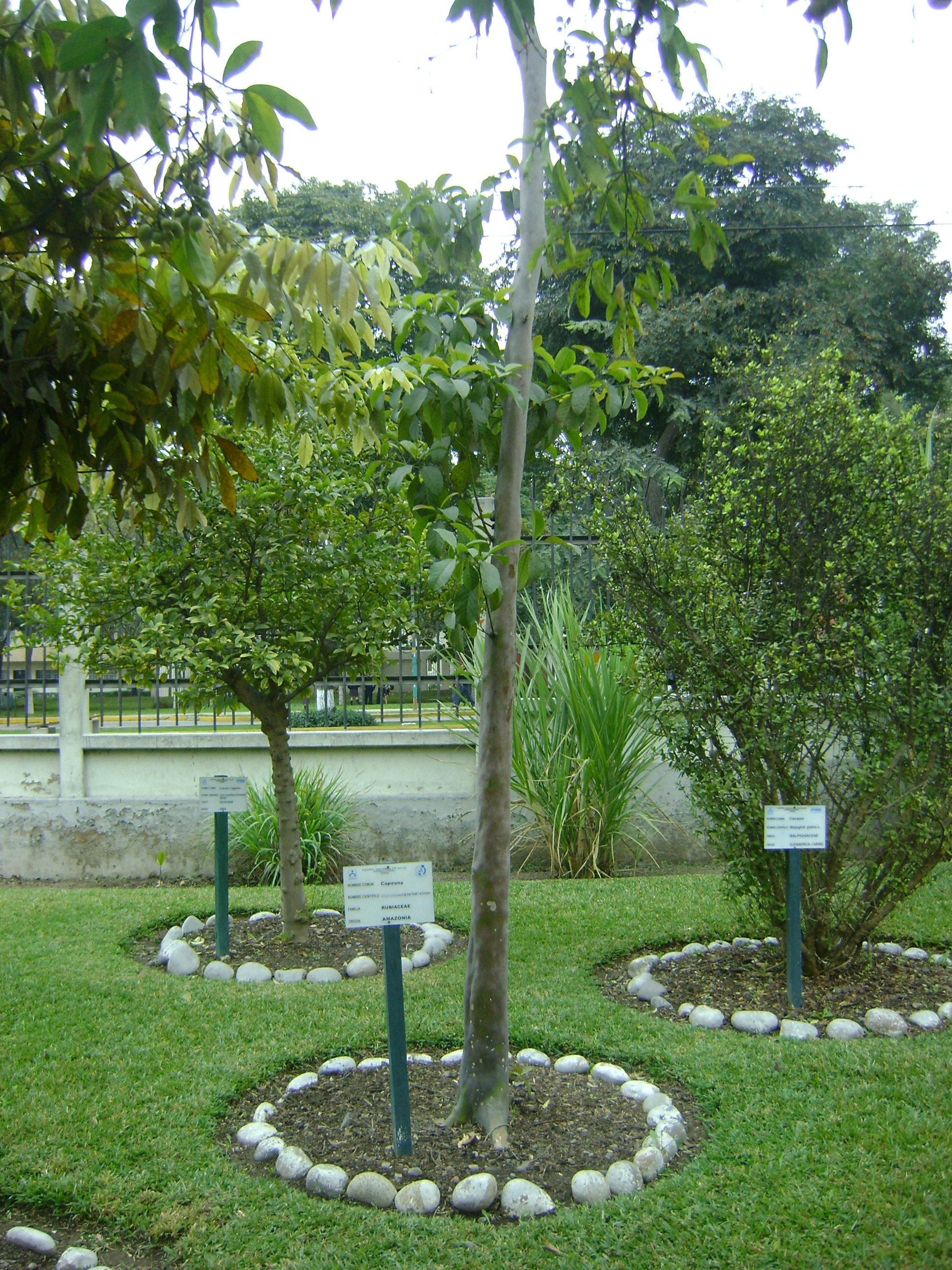
Árbol de Capirona
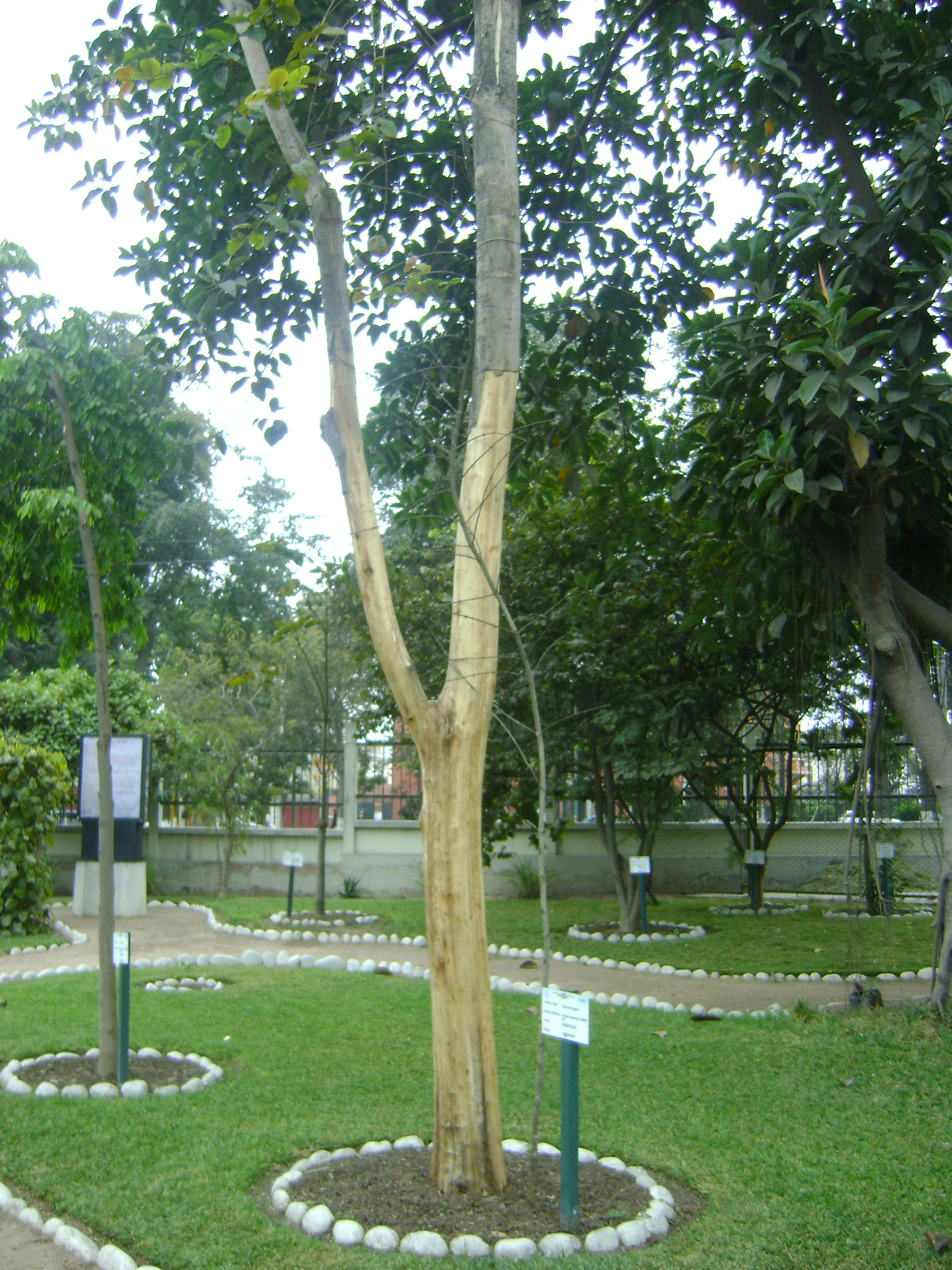
Árbol de Uña de Gato
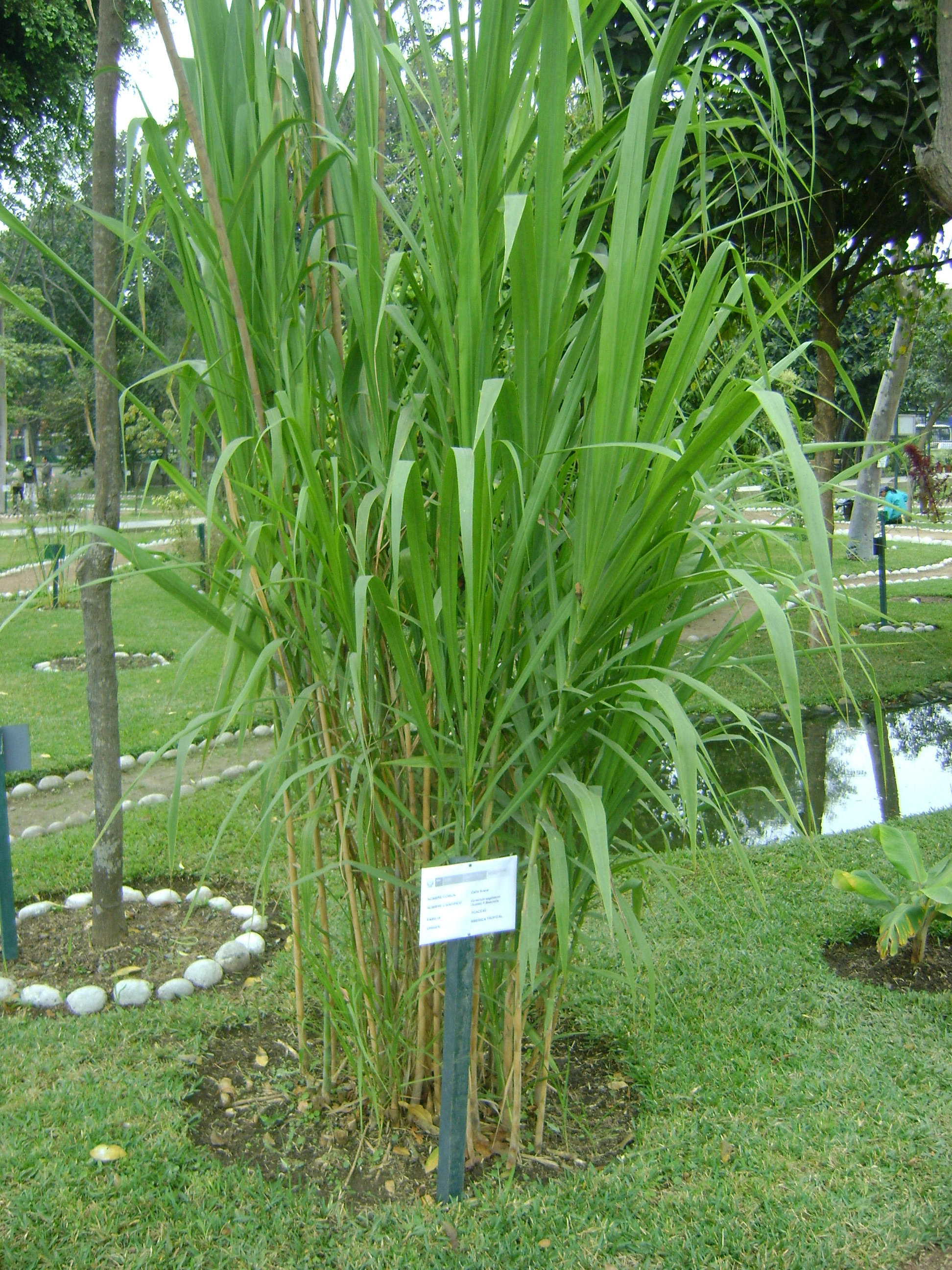
Planta de Caña Brava
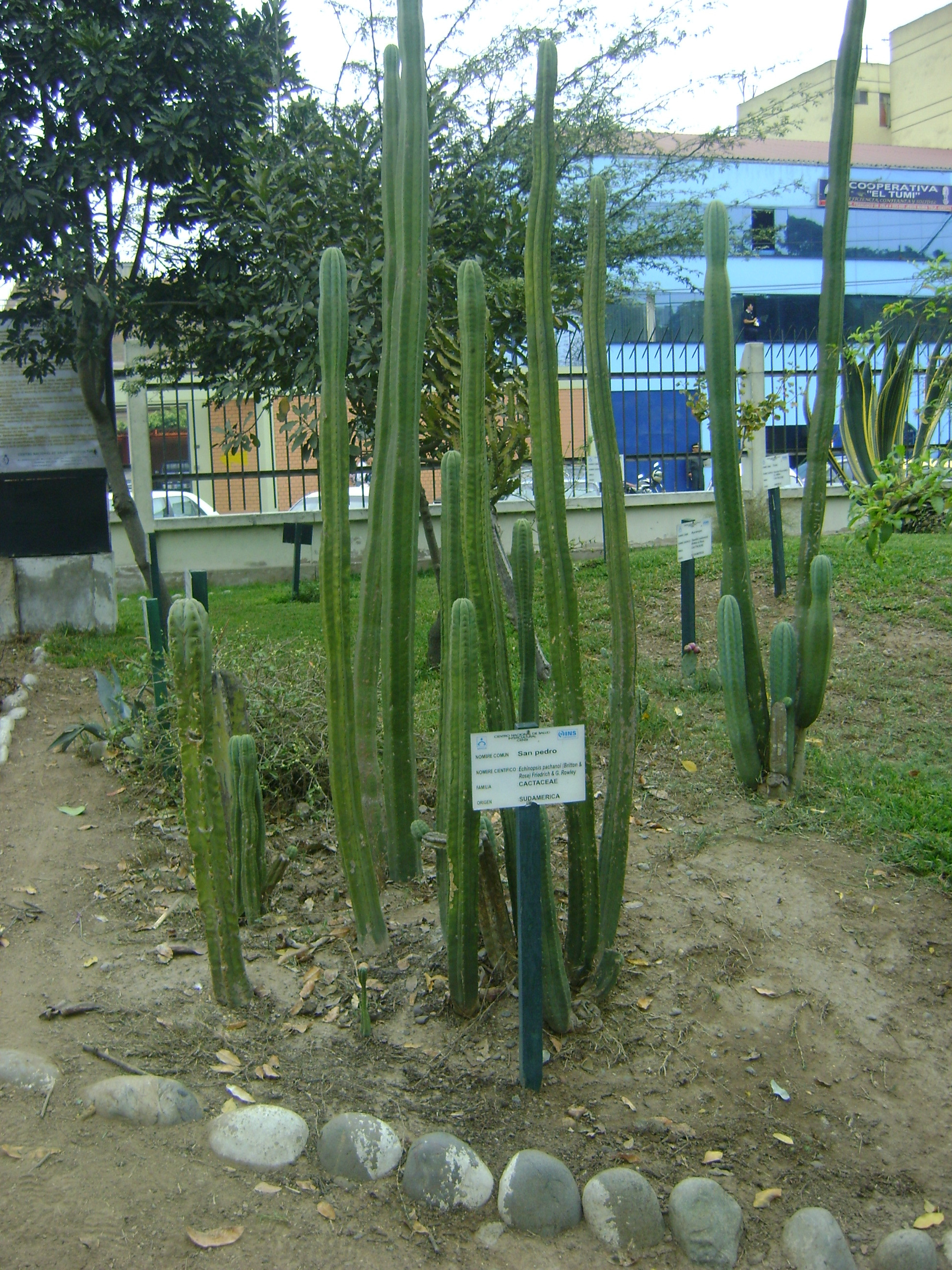
Planta de San Pedro
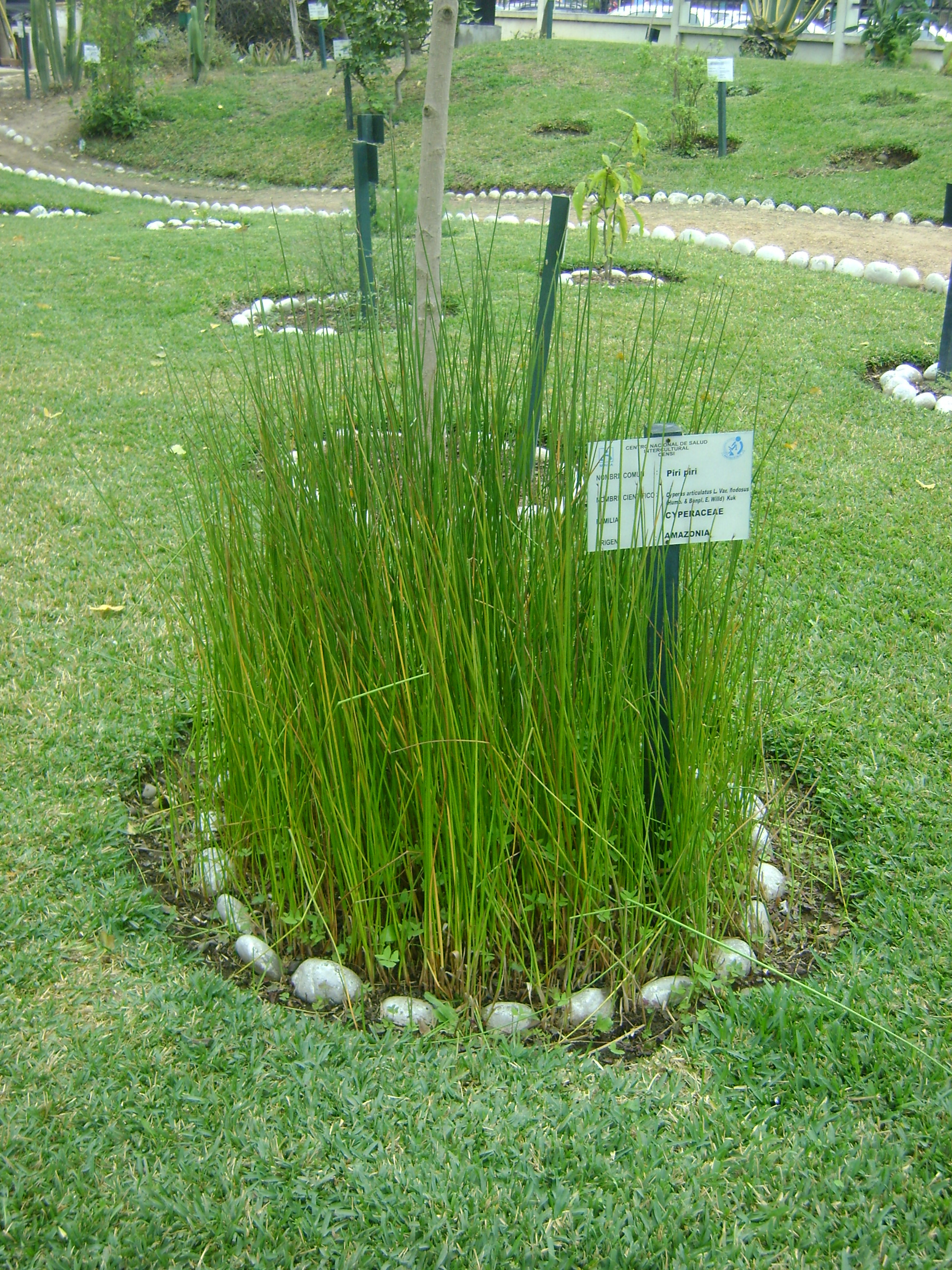
Planta de Piri Piri
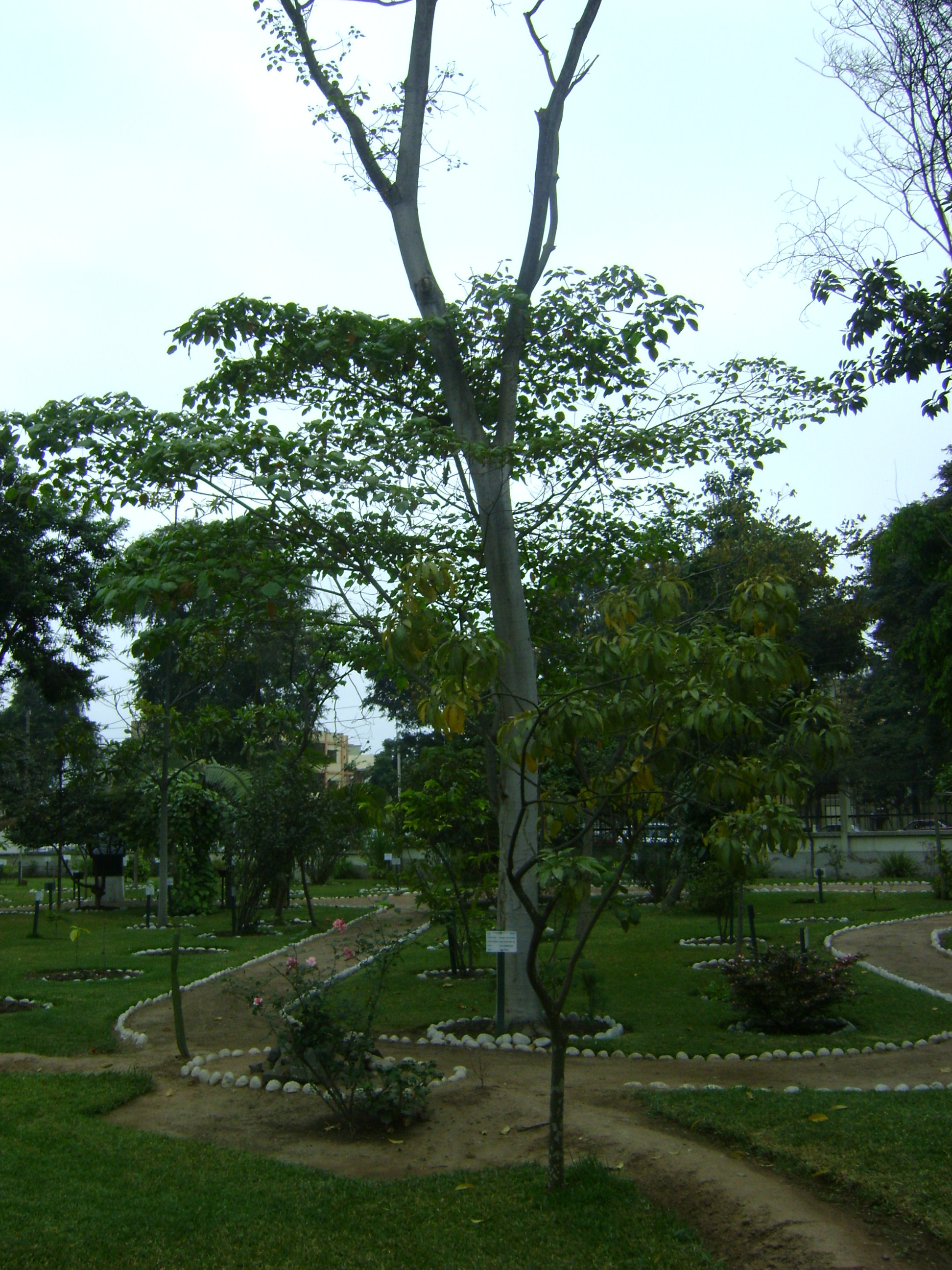
Árbol de Sangre de Grado
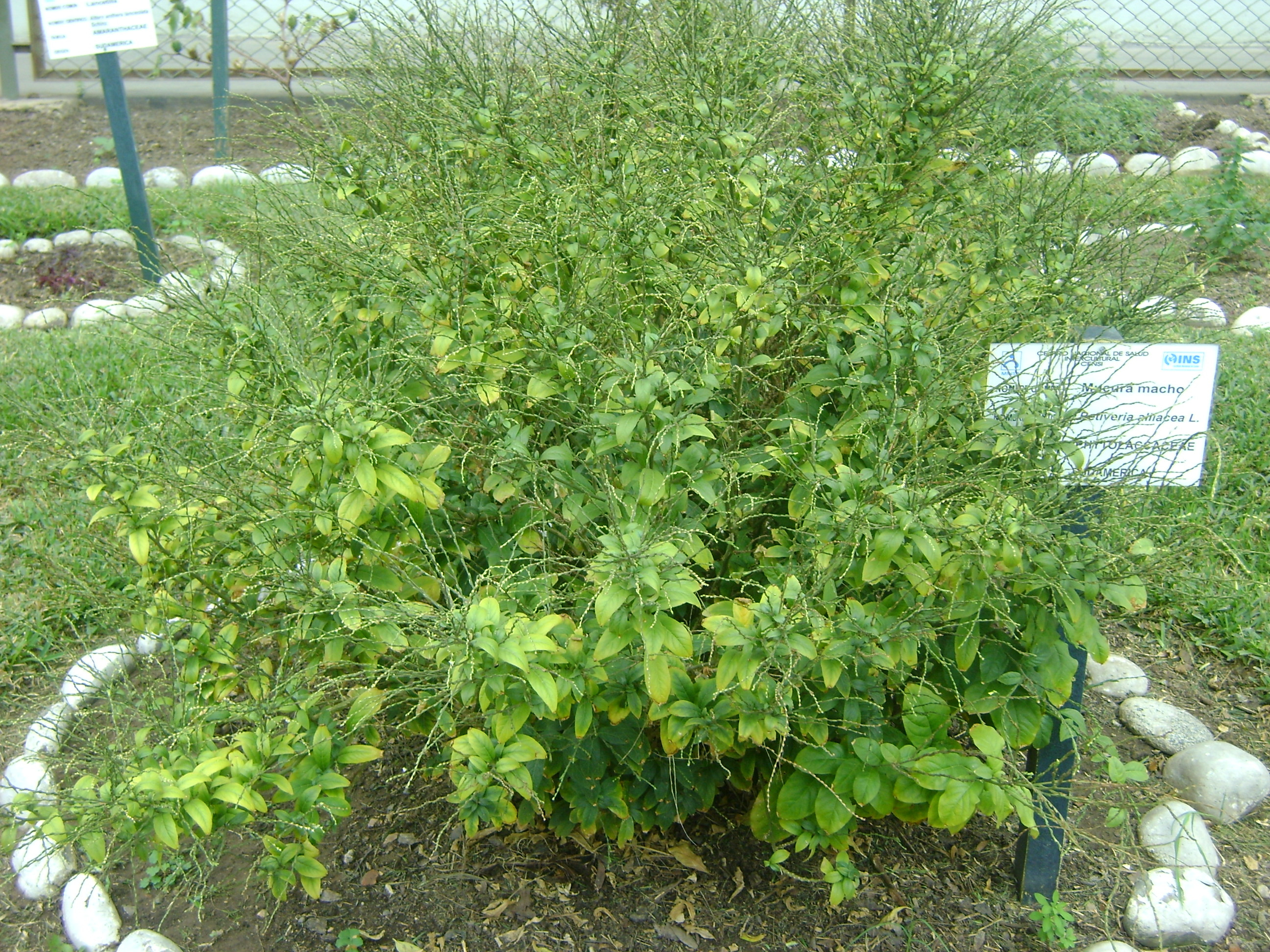
Planta de Mucura Macho
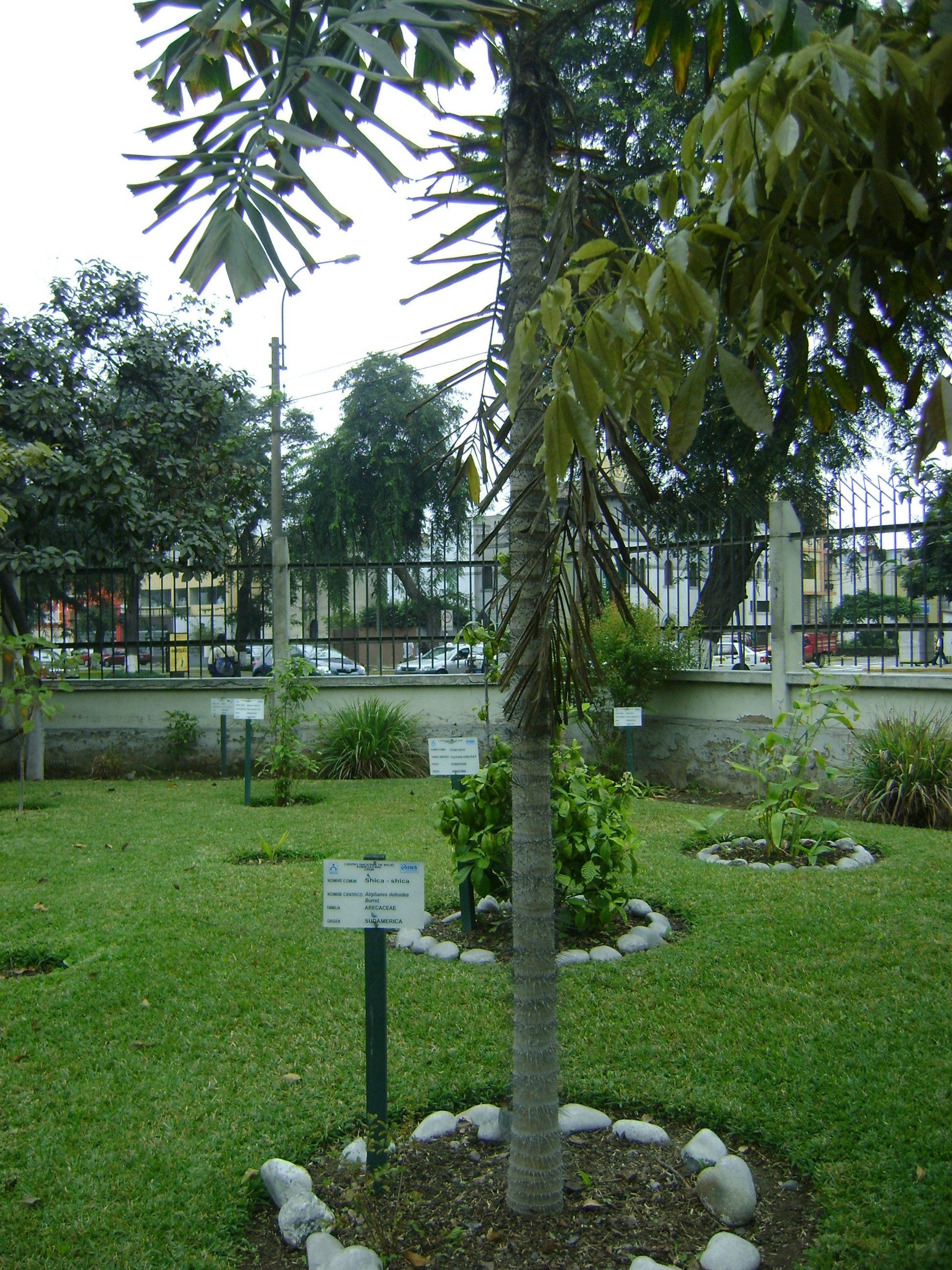
Árbol de Shica Shica